# Terrain de cricket

Aspect d'un terrain de cricket. La bande rectangulaire, au milieu du terrain, est la piste.

Un terrain de cricket est une surface de gazon, généralement de forme légèrement ovale, sur laquelle se pratique le cricket. Au centre de celui-ci se trouve une surface rectangulaire sur laquelle se déroulent les lancers et où se trouvent les deux batteurs de l'équipe qui doit marquer : la piste.

## Description

### Forme et dimensions

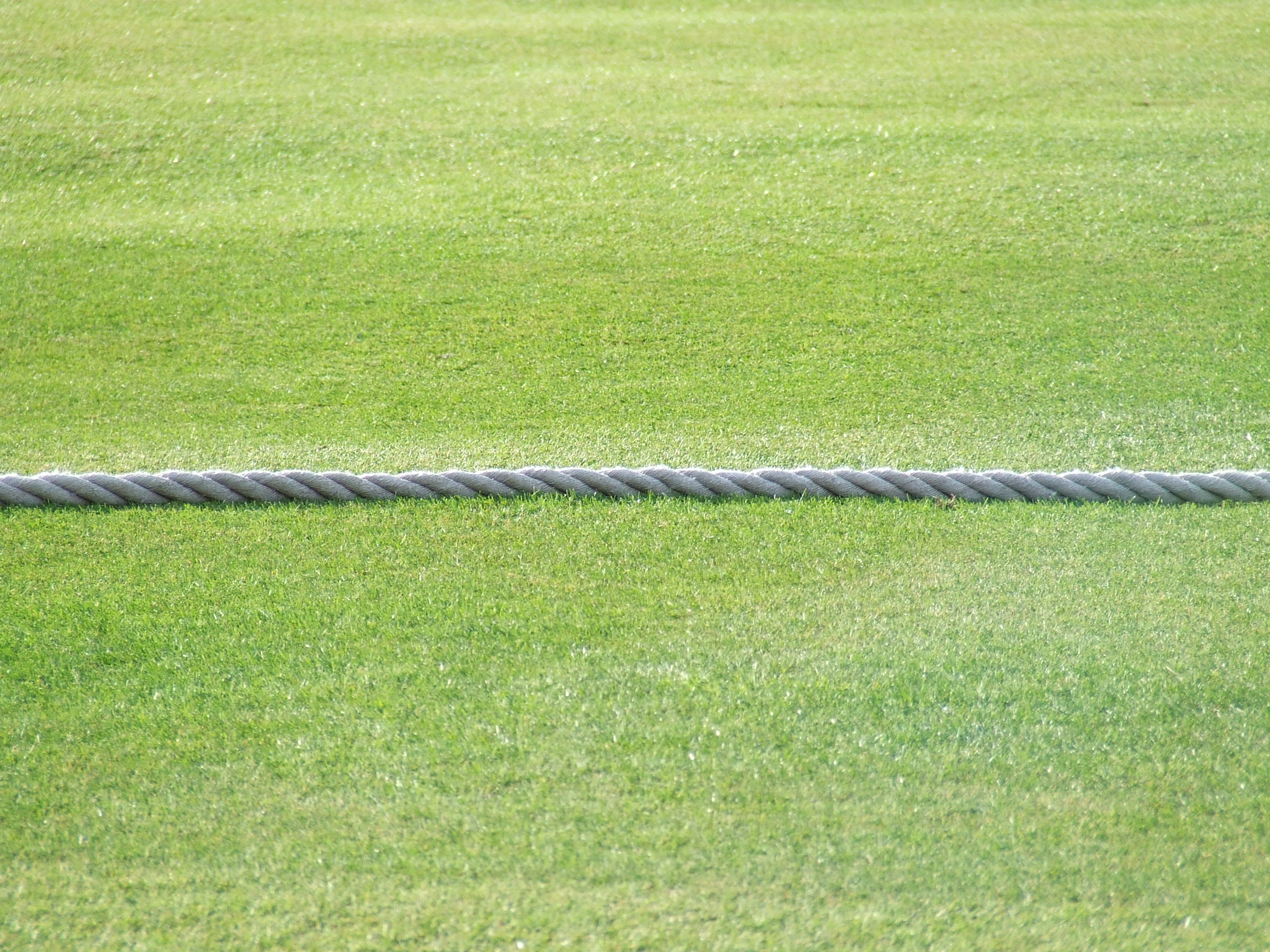
Corde servant à délimiter l'aire de jeu.

Un terrain de cricket est généralement de forme ovale, même si les lois du cricket ne préconisent aucune forme ni dimensions en particulier. Sa forme est souvent celle d'une ellipse de faible excentricité, dont les axes mesurent entre 90 et 150 mètres. Les limites de cette surface de gazon, appelées boundaries, sont marquées par une ligne blanche, une corde ou un obstacle. Au centre du terrain se trouve une zone rectangulaire de 22 yards (20,12 mètres) de long et de 10 pieds (3,05 mètres) de large : la piste.
L'International Cricket Council fixe des règles particulières pour les matchs internationaux. Pour ceux-ci, l'axe de l'ellipse perpendiculaire à la piste doit mesurer au minimum 150 yards (soit 137,16 mètres). Les limites du terrain parallèlement au pitch doivent être au minimum à 70 yards (soit 64 mètres) du centre de celui-ci.

### Piste

La piste. Les • figurent les stumps, trois stumps formant un guichet.

La piste est une zone rectangulaire située au centre du terrain, généralement orientée selon l'axe le plus long de l'ellipse. Elle mesure 22 yards (20,12 mètres) de long et de 10 pieds (3,05 mètres) de large. On trouve à chaque extrémité de la piste une structure de bois appelée guichet. Un guichet est constitué de trois piquets cylindriques verticaux d'une hauteur de 28 pouces (71,1 centimètres) et répartis sur une largeur de 9 pouces (22,86 centimètres), surmontés par deux petits témoins horizontaux. Les deux guichets sont parallèles entre eux.